# Блізанув (гміна)
Гміна Блізанув (пол. Gmina Blizanów) — сільська гміна у північно-західній Польщі. Належить до Каліського повіту Великопольського воєводства.
Станом на 31 грудня 2011 у гміні проживало 9653 особи.

## Територія
Згідно з даними за 2007 рік площа гміни становила 157.82 км², у тому числі:
- орні землі: 69.00%
- ліси: 25.00%

Таким чином, площа гміни становить 13.60% площі повіту.

## Населення
Станом на 31 грудня 2011:
| Опис     | Загалом | Загалом | Чоловіки | Чоловіки | Жінки | Жінки |
| -------- | ------- | ------- | -------- | -------- | ----- | ----- |
| одиниця  | осіб    | %       | осіб     | %        | осіб  | %     |
| все      | 9653    | 100     | 4695     | 48.64    | 4958  | 51.36 |
| міське   | 0       | 100     | 0        |          | 0     |       |
| сільське | 9653    | 100     | 4695     | 48.64    | 4958  | 51.36 |

## Сусідні гміни
Гміна Блізанув межує з такими гмінами: Ґолухув, Ґродзець, Желязкув, Плешев, Ставішин, Хоч.